# Tworzenie gry komputerowej

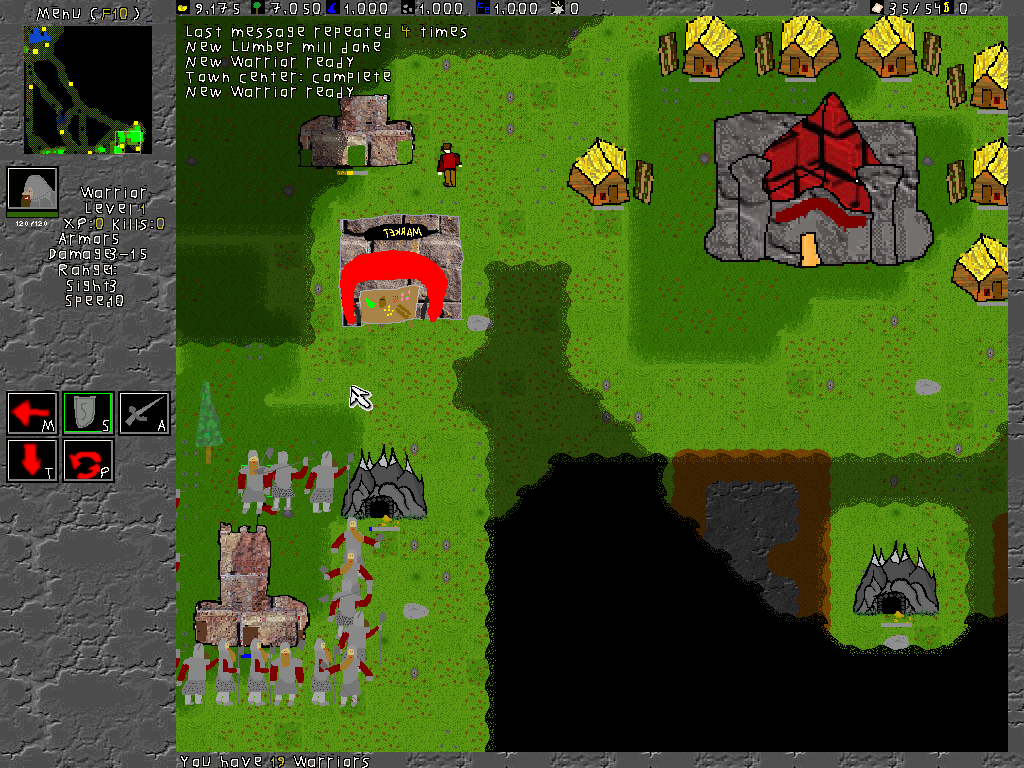
Tymczasowe elementy graficzne są często wykorzystywane w prototypach gry

Tworzenie gry komputerowej – proces produkcji gier komputerowych. Przedsięwzięcie zazwyczaj finansowane jest przez wydawcę. Tworzenie gry zaczyna się od pomysłu lub wstępnej koncepcji. Często pomysł jest modyfikacją wcześniej wydanej gry. Proces produkcji dzieli się na preprodukcję, produkcję właściwą i etap konserwacji. W etapach tych wyróżnić można także kamienie milowe.
Produkcja gier zwyczajowo nie odpowiada tradycyjnym cyklom życia programu takim jak model kaskadowy. Jedną z używanych metod podczas produkcji jest programowanie zwinne. Metoda ta jest skuteczna, ponieważ większość projektów nie zaczyna się od jednoznacznych wymogów.

## Historia
Za pierwszą utworzoną grę komputerową uważa się OXO, którą napisał Alexander S. Douglas w 1952 roku. Produkcja wykorzystywała ekran CRT. W 1958 roku powstała pierwsza gra sportowa o nazwie Tennis for Two napisana przez Williama Higinbothama. Gra polegała na odbijaniu piłeczki paletkami reprezentowanymi przez dwa prostokąty na dwuwymiarowej płaszczyźnie. Przełomem było wprowadzenie pierwszej generacji konsol gier wideo w roku 1972. W 1962 roku grupa studentów Massachusetts Institute of Technology stworzyła grę Spacewar! W 1971 roku Nolan Bushnell stworzył wersję gry na automaty. Ta jednak nie odniosła sukcesu, więc rok później zatrudnił Ala Alcoma aby napisał grę bazującą na ping-pongu. Wydano wówczas automat z grą Pong.
Zawód projektanta gier komputerowych rozpowszechnił się najpierw w Japonii, a później w Stanach Zjednoczonych i Europie dzięki sukcesowi programisty Satoshi Tajiriego i grafika Kena Sugimoriego  znanych z serii gier Pokémon. Po odsprzedaniu magazynu Quinty, zawiązaniu współpracy z Nintendo i wyprodukowaniu gry Pocket Monsters Green, znanej później jako Pokémon Green zyskał ogromny rozgłos i stał się twarzą Nintendo.

## Proces produkcji

### Preprodukcja

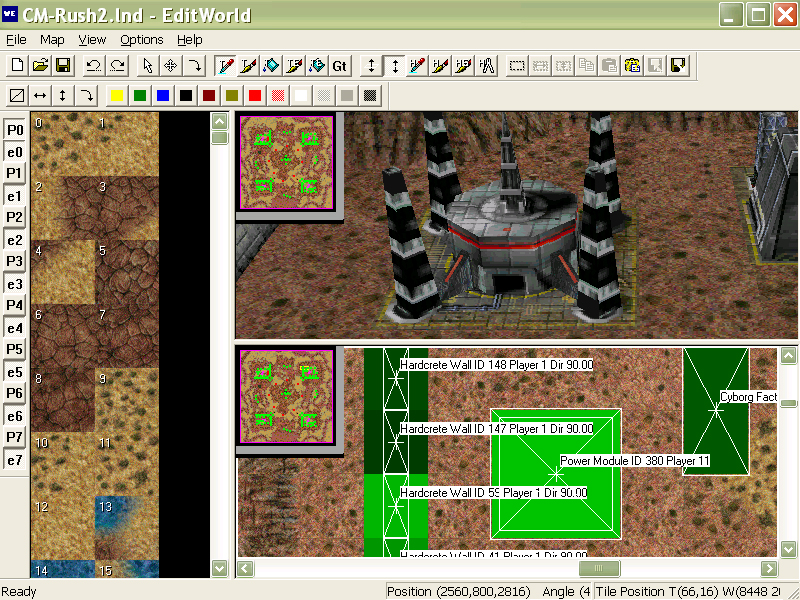
Edytor poziomów z gry Warzone 2100

Preprodukcja jest początkowym etapem, w którym twórcy skupiają się wokół projektowania elementów rozgrywki i tworzenia dokumentów. Jednym z głównych celów tej fazy jest stworzenie jednoznacznej i łatwej do zrozumienia dokumentacji, która zawiera wszystkie wytyczne projektu i harmonogram prac.
Podczas preprodukcji powstają prototypy, które często służą jako proof-of-concept albo możliwość przetestowania gry.

### Produkcja właściwa
Produkcja właściwa jest główną częścią tworzenia gry, podczas której powstaje kod źródłowy, grafiki i oprawa dźwiękowa. Testowanie gier komputerowych rozpoczyna się, gdy tylko pierwszy kod źródłowy zostanie napisany i wzrasta w trakcie procesu produkcji. Opinie testerów mogą mieć wpływ na ostateczne decyzje dotyczące wykluczenia czy integracji elementów gry w jej ostatecznej wersji. Wprowadzenie wcześniej niezaangażowanych testerów ze świeżą perspektywą może pomóc w identyfikacji nowych błędów. Beta testy mogą obejmować ochotników, na przykład jeśli gra zawiera tryb wieloosobowy. Dźwięki występujące w grze mogą być podzielone na trzy typy: efekty dźwiękowe, muzykę i dialogi postaci. Muzyka może być stworzona przy użyciu programów lub nagrana na żywo.
W trakcie wczesnej fazy produkcji gra wchodzi w wersję alfa. Jest to moment, kiedy główne elementy rozgrywki zostały zaimplementowane. Zawartość gry na tym etapie może zostać ponownie przejrzana po wcześniejszym testowaniu. W wersji beta wszystkie funkcje zostały zaimplementowane, a twórcy skupiają się na usuwaniu znalezionych błędów. Testy wersji beta odbywają się na dwa do trzech miesięcy przed premierą. Gdy gra jest wysłana do tłoczni w celu masowej produkcji, zostaje oznaczona wtedy jako wersja „złota”.

### Postprodukcja
Po zakończeniu prac nad projektem rozpoczyna się etap konserwacji gry.

## Kamienie milowe
Najczęściej postęp tworzenia gry jest oznaczany poprzez kamienie milowe. Kamień milowy jest osiągany, gdy zostanie skończony ważny element gry. Nie ma dokładnych standardów na określanie kamieni, zależą one od wydawcy i typu projektu. Dla większości dwuletnich projektów kamienie są osiągane po zakończeniu wersji alfa i beta, jak również po wysłaniu gry do tłoczni.